# Dactylopteridae

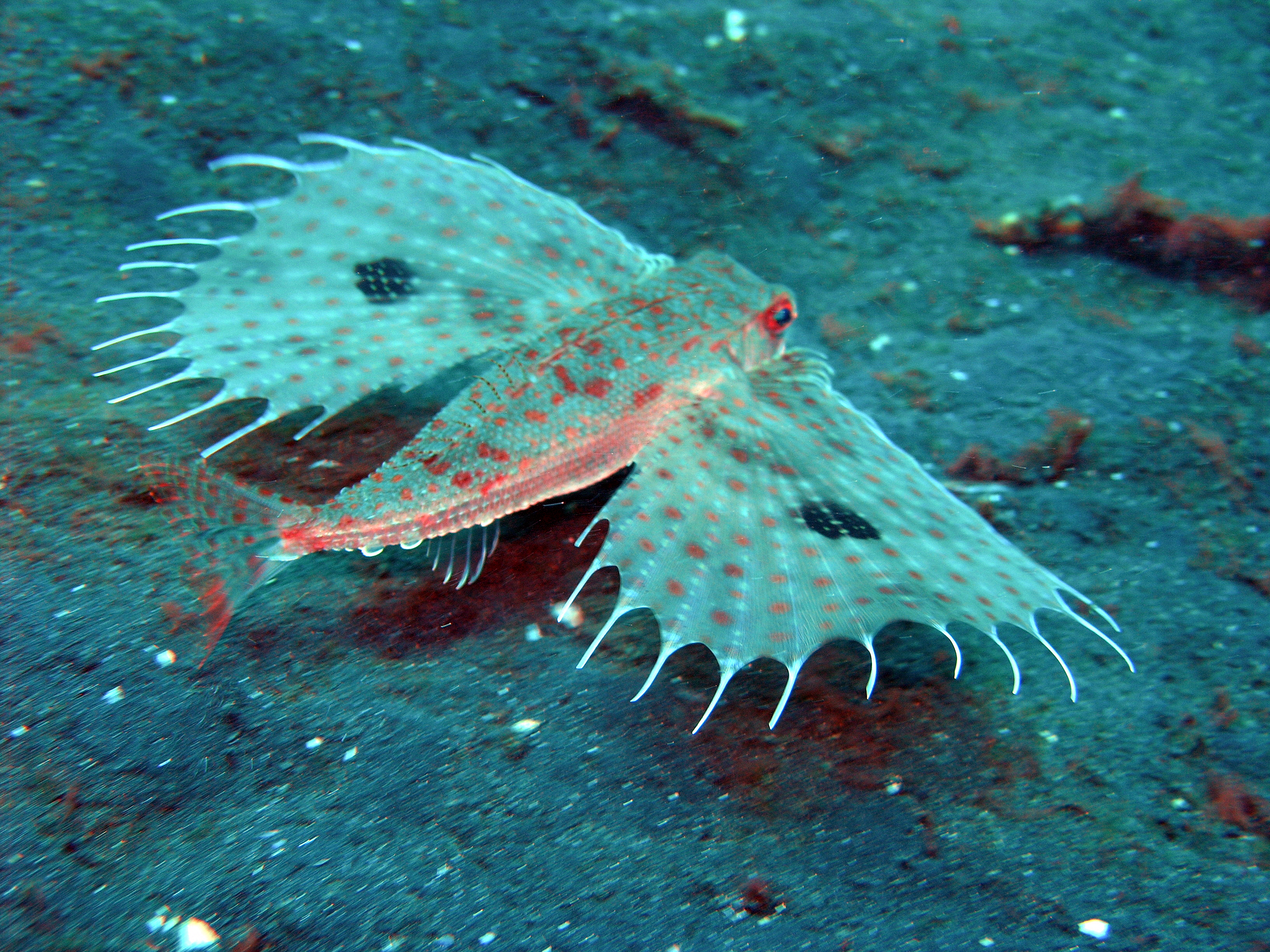
Alón oriental (Dactyloptena orientalis) en aguas de Indonesia.

Los alones son la familia Dactylopteridae de peces marinos, la única del suborden Dactylopteroidei incluido en el orden Scorpaeniformes, distribuidos por aguas tropicales del Atlántico, Índico, Pacífico y en el Mediterráneo. Su nombre procede del griego: daktylos (dedo) + pterygion (aleta).

## Morfología
Alcanzan unos 50 cm de longitud máxima; tienen la cabeza grande y contundente con huesos formando un casco, con quillas y una larga espina en el preopérculo, además de escamas similares a escudos; no tienen línea lateral.
Lo más característico de esta familia son unas aletas pectorales considerablemente ampliadas, con los radios internos sueltos pero el resto, unos 30, formando así como si fueran alas. La aleta dorsal presenta dos espinas sueltas aisladas precediendo a las dos aletas dorsales; las aletas pélvicas son torácicas, con una espina y 4 radios blandos.

## Hábitat y modo de vida
Emite sonidos por estridulación usando el hueso hipomandibular.
Con un suave movimiento de sus grandes aletas pélvicas exhiben un movimiento de paseo sobre el lecho marino de arena, donde se alimentan de invertebrados que desentierran de la arena.

## Géneros y especies
Existen solamente 7 especies agrupadas en 2 géneros:
- Género Dactyloptena (Jordan y Richardson, 1908)
  - Dactyloptena gilberti (Snyder, 1909)
  - Dactyloptena macracantha (Bleeker, 1854) - Alón búho.
  - Dactyloptena orientalis (Cuvier, 1829) - Alón oriental.
  - Dactyloptena papilio (Ogilby, 1910)
  - Dactyloptena peterseni (Nyström, 1887)
  - Dactyloptena tiltoni (Eschmeyer, 1997)
- Género Dactylopterus (Lacepède, 1801)
  - Dactylopterus volitans (Linnaeus, 1758) - Alón volador o pez murciélago.

- El blénido armado de Nueva Irlanda (Gnathagnus armatus), antiguamente situado en su propia familia, debería ser considerado aquí.[1]